# إيرينا فينيديكتوفا
إيرينا فالينتينيفنا فينيديكتوفا (الأوكرانية: Ирина Валентинивна Венедиктова؛ من مواليد 21 سبتمبر 1978) هي سياسية وأكاديمية ومحامية أوكرانية، شغلت في السابق منصب المدعي العام في أوكرانيا من مارس 2020 إلى يوليو 2022. وكانت أول امرأة تتولى هذا المنصب وتم إيقافها عن العمل. في 17 يوليو 2022 من قبل الرئيس الأوكراني زيلينسكي. أقر البرلمان الأوكراني إقالة رئيس الأجهزة الأمنية إيفان باكانوف، والنائبة العامة إيرينا فينيديكتوفا باقتراح من رئيس البلاد فولوديمير زيلينسكي بسبب عجزهما عن مكافحة الجواسيس والمتعاونين مع روسيا، تم تعيين المدعي العام السابق لأوكرانيا إيرينا فينيديكتوفا، بعد إقالتها من منصبها بمرسوم من رئيس البلاد فلاديمير زيلينسكي، في منصب سفيرة لدى سويسرا.
.